# Roberto Accardi
Roberto Accardi, noto anche con lo pseudonimo di Brakardi (Cagliari, 1º gennaio 1970), è un atleta di pesca sportiva nella disciplina del surfcasting.
Con il suo blog ha la scuola di pesca gratuita online con oltre 200 articoli (https://robertoaccardi.com) strettamente legato al canale YouTube Roberto Accardi Fishing Channel (https://www.youtube.com/c/RobertoAccardi)
Gareggia per la società Coxinas di Villacidro. Ha disputato 20 campionati italiani e un campionato del mondo per club; è stato atleta e Commissario tecnico della nazionale di surfcasting con cui ha disputato 12 campionati del mondo, di cui 7 come commissario tecnico. Ha vinto due medaglie d'oro, una d'argento, due di bronzo, mentre a livello nazionale vanta due titoli italiani di long casting, due ori al club azzurro.

## Campionati del mondo
| ANNO | LUOGO           | NAZIONE     | DATA                    | PIAZZAMENTO                                                  | SPIAGGE                                                |
| ---- | --------------- | ----------- | ----------------------- | ------------------------------------------------------------ | ------------------------------------------------------ |
| 1999 | Algarve         | Portogallo  | 04/11/1999 - 08/11/1999 | 5^ class                                                     | Praya do barill, Manta Rota, Faro                      |
| 2000 | Bibbona         | Italia      | 05/09/2000 - 09/09/2000 | 1^ class                                                     | Rimigliano, Cecina, Bibbona                            |
| 2001 | Biarritz        | Francia     | 06/10/2001 - 10/10/2001 | 1^ class (archiviato dall'url originale il 1º gennaio 2018). | Capbreton, Hossegor, Seignosse                         |
| 2002 | Ostenda         | Belgio      | 01/11/2002 - 05/11/2002 | 8^ class                                                     | Oostende                                               |
| 2006 | Setúbal         | Portogallo  | 12/09/2006 - 16/09/2006 | 3^ class                                                     | Setúbal, Troìa                                         |
| 2010 | Città del Capo  | Sudafrica   | 10/11/2010 - 14/11/2010 | 2^ class.                                                    | Saldanha bay, Langebaan, Blue water bay, Dwarskersbos  |
| 2011 | Marina di Massa | Italia      | 30/08/2011 - 03/09/2011 | 7^ class.                                                    | Marina di massa                                        |
| 2012 | Zelanda         | Paesi Bassi | 15/10/2012 - 20/10/2012 | 5^ class.                                                    | Baaiweeg, Westkapelle, Westduin                        |
| 2013 | Torremolinos    | Spagna      | 21/10/2013 - 26/10/2013 | 4^ class.                                                    | Torremolinos                                           |
| 2018 | Llandudno       | Galles      |                         |                                                              |                                                        |
| 2019 | Langebaan       | Sud Africa  |                         |                                                              |                                                        |
| 2003 | Budua           | Montenegro  | 07/10/2003 - 12/10/2003 | 4^ class Club                                                | Buljarika, Bečići, Jaz, Velika Plaza, Ulcjiniska Plaza |

### Titoli italiani
| ANNO       | DISCIPLINA                             | METRI                                                 | MEDAGLIA |
| ---------- | -------------------------------------- | ----------------------------------------------------- | -------- |
| 08/04/2007 | Campionato Italiano Long Casting Fisso | 209,68 mt                                             | ORO      |
| 08/04/2007 | Campionato italiano per società        | Rotante, Fisso, Precisione                            | ARGENTO  |
| 18/06/2006 | Campionato italiano Light Casting      | 179,11mt (50gr) - 200,75mt (70 gr) - 211,61mt (100gr) | ORO      |

### Club azzurro
| ANNO | DISCIPLINA                | MEDAGLIA |
| ---- | ------------------------- | -------- |
| 1998 | Barcellona Pozzo di Gotto | BRONZO   |
| 1999 | Savona                    | ORO      |
| 2005 | Scalea                    | ORO      |